# Mark Lennon

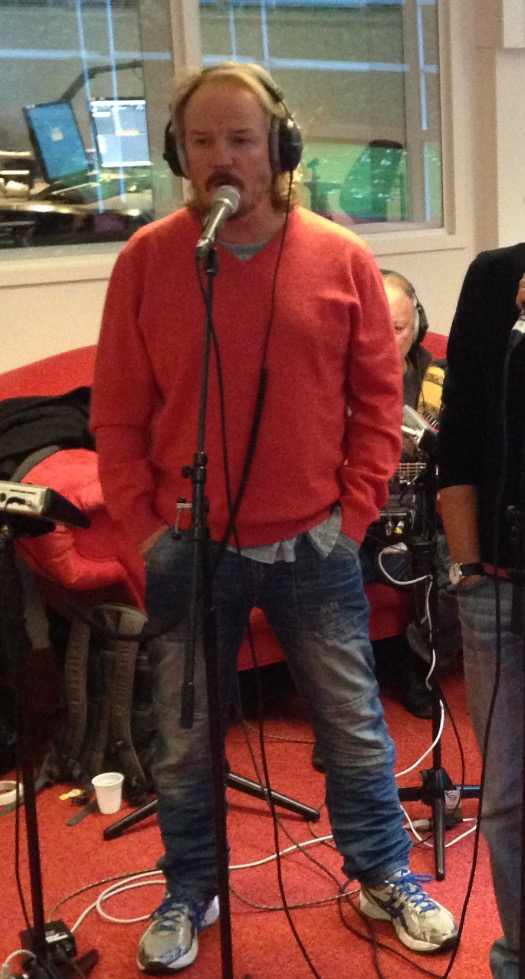
Mark Lennon in 2013, tijdens optreden radioprogramma Sander Guis, Radio 2

Mark "Marky" Lennon (28 maart 1963) is een Amerikaanse zanger uit Venice, Californië. Hij is sinds juni 1977 onderdeel van de folk/westcoast rockband Venice, samen met zijn broer Michael Lennon en neven Kipp Lennon en Pat Lennon. Het geluid van Venice is geïnspireerd door bands als The Eagles en Crosby, Stills, Nash & Young.
Lennon bracht, naast zijn werk als bandlid in Venice, een aantal solotracks en albums uit. Hierbij is een duidelijk andere, meer R&B-achtige sound hoorbaar. Zijn bekendste single is Gotta be a big man. Deze is afkomstig van het album Dance or Cry. Daarnaast bracht hij de albums Christmas in the groove en Demo Sessions uit. Ook deed hij in 2007 zijn Black & White solo-tour door Nederland en verzorgde hij, samen met bevriende singer-songwriter John Vester, de Two voices, one guitar tour. Hiervan verscheen tevens een live-album. In het verleden leende Lennon zijn stem voor Disney-songs, was hij achtergrondzanger voor o.a. Cher, Phil Collins en bij de The Wall tour door Roger Waters. Ook deed hij zangpartijen voor commercials en radiojingles.
In zijn vrije tijd maakt hij kunst. Hij schildert, tekent en verkoopt kleding met daarop geschilderde bloemen.

## Link
- Website Mark Lennon

- International Standard Name Identifier: 0000 0003 7194 0713
- Library of Congress Control Number: no2010155139
- MusicBrainz: b9f20674-8558-4d21-854b-8b4dd43db5f3
- Virtual International Authority File: 124752360
- WorldCat: E39PBJf48VRphCGffcRDxgw6Kd